# Гайнуллина, Фарида Исмагиловна
Фарида Исмагиловна Гайнуллина (род. 28 марта 1947, Казань, СССР) — российский государственный и политический деятель. Депутат Государственной Думы Федерального Собрания Российской Федерации III (1999—2003), IV (2003—2007) и V созыва (2007—2011), член фракции «Единая Россия». Член Академии гуманитарных наук. Доктор политических наук, профессор.

## Биография
Фарида Гайнуллина родилась 28 марта 1947 года в Казани. В 1965 году окончив среднюю школу, поступила в Казанский химико-технологический институт им. С. М. Кирова. В 1970 году окончила институт по специальности «инженер-технолог». В 1970—1983 годы работала заместителем председателя профсоюзного комитета (1974—1980), заместителем секретаря парткома (1980—1983) на Казанском заводе электронных вычислительных машин (КЗЭВМ).
С 1974 года член КПСС. С 1983 года по 1986 год — секретарь Советского районного комитета КПСС Казани. С 1986 года работала секретарем Татарского областного совета профсоюзов, председателем Федерации профсоюзов Республики Татарстан, председателем Татарстанского регионального отделения ОПОО «Отечество», заместителем заведующего отделом пропаганды и агитации Татарского обкома КПСС.
В 1999 году выдвигалась от партии «Отечество — Вся Россия» в депутаты Государственной Думы, по итогам выборов избрана депутатом Государственной Думы III созыва. В Государственной Думе работала заместителем председателя Комитета Государственной Думы по делам СНГ и связям с соотечественниками. С 2000 года заместитель председателя фракции «Отечество — Вся Россия».
В декабре 2003 года избрана депутатом Государственной думы IV созыва.
11 декабря 2007 года на выборах депутатов Государственной думы V созыва избрана в составе федерального списка кандидатов, выдвинутого Всероссийской политической партией «Единая Россия».

## Законотворческая деятельность
С 2000 по 2011 год, в течение исполнения полномочий депутата Государственной Думы, выступила соавтором 31 законодательной инициативы и поправки к проектам федеральных законов.

## Награды
- Орден Дружбы народов
- Орден Почёта (2006)
- Орден Дружбы (2002)[5]
- Нагрудной знак ФНПР «За активную работу в профсоюзах»
- Серебряный знак Всесоюзной Конфедерации профсоюзов «За заслуги перед профдвижением»
- Почётная грамота Республики Татарстан
- Благодарность Президента Российской Федерации (2009)[6]
- Почётная грамота правительства Российской Федерации (15 июля 2010 года) — за заслуги в законотворческой деятельности и многолетнюю добросовестную работу[7]
- Благодарность Правительства Российской Федерации (14 ноября 2011 года) — за многолетнюю плодотворную законотворческую деятельность[8]